# فيليكس شاربنتييه
فيليكس شاربنتييه (بالفرنسية: Félix Charpentier)‏ هو نحات فرنسي، ولد في 10 يناير 1858 في Bollène ‏ في فرنسا، وتوفي في 7 ديسمبر 1924 في الدائرة الرابعة عشرة في باريس في فرنسا.

## وصلات خارجية
- فيليكس شاربنتييه على موقع أوليمبيديا (الإنجليزية)